# Werner Kothe
Werner Kothe (* 15. September 1919 in Chemnitz; † 5. Oktober 2010) war ein deutscher Chirurg.

## Leben
Kothe studierte Medizin an der Universität Leipzig. Im Juli 1945 wurde er zum Dr. med. promoviert. Die chirurgische Facharztausbildung durchlief er im Küchwald-Krankenhaus Chemnitz. 1952 ging er als Oberarzt zu Herbert Uebermuth im Universitätsklinikum Leipzig. 1958 habilitierte er sich. 1962 kam er auf den chirurgischen Lehrstuhl der Universität Greifswald. In Moskau erweiterte er seine Kenntnisse in der Ösophaguschirurgie. 1967 kehrte er als Nachfolger seines Chefs nach Leipzig zurück. 1981 leitete er den XIII. Kongress der Gesellschaft für Chirurgie der DDR. Nach 18 Jahren auf dem Leipziger Lehrstuhl wurde er 1985 emeritiert.

## Werke
- mit Jenoe Lazarits und Oszkár Alánt: Chirurgie bei Diabetes. Verlag Volk und Gesundheit 1973.